# 昂沃德 (印第安納州)
昂沃德（英語：Onward）是一個位於美國印地安納州卡斯縣的城鎮。

## 地理
昂沃德的座標為40°41′40″N 86°11′39″W / 40.69444°N 86.19417°W，而該地的平均海拔高度為234米（即768英尺）。

## 人口
根據2010年美國人口普查的數據，昂沃德的面積為0.26平方千米，當中陸地面積為0.26平方千米，而水域面積為0.00平方千米。當地共有人口100人，而人口密度為每平方千米385人。